# Manon Lescaut (Puccini)
Manon Lescaut es una ópera en cuatro actos con música de Giacomo Puccini y libreto en italiano escrito sucesivamente por varias personas: Ruggiero Leoncavallo, Domenico Oliva, Marco Praga, Giuseppe Giacosa, Luigi Illica, Puccini y Giulio Ricordi. Está basada en la obra L'historie du chevalier des Grieux et de Manon Lescaut (1731) del Abad Prévost, que fue de inspiración también para la ópera Manon de Jules Massenet. El editor, Giulio Ricordi, y el propio compositor también contribuyeron al libreto. Tan confusa fue la autoría del libreto que nadie aparece acreditado en la portada de la partitura original. Fue estrenada 1 de febrero de 1893 en el Teatro Regio de Turín.
Puccini cogió algunos elementos musicales usados en Manon Lescaut de anteriores obras que él había escrito. Por ejemplo, el madrigal Sulla vetta tu del monte del acto segundo refleja el Agnus Dei de su Misa a cuatro voces de 1880. Otros elementos de Manon Lescaut proceden de su composición para cuerdas: el cuarteto Crisantemi (enero de 1890), tres Minuetos (probablemente de 1884) y un Scherzo (1883?). El tema de amor procede del aria Mentia l'avviso (1883).

## Historia
El editor de Puccini, Ricordi, se había mostrado disconforme con cualquier proyecto que se basara en la historia de Prévost porque Massenet ya la había usado con éxito en Manon (1884). Y, posiblemente desconociéndolo Puccini y Ricordi, el compositor francés Daniel Auber, también había escrito ya una ópera con el mismo título, Manon Lescaut, en 1856.  
A pesar de todas las advertencias, Puccini siguió adelante. "Manon es una heroína en la que creo y por lo tanto no puede dejar de ganar el corazón del público. ¿Por qué no van a existir dos óperas sobre Manon? Una mujer como Manon puede tener más de un amante."  Añadió, "Massenet la siente como francés, empolvada y con minués. Yo la sentiré como italiano, con una pasión desesperada."
La primera representación de Manon Lescaut tuvo lugar en el Teatro Regio de Turín en el año 1893. Manon Lescaut fue la tercera ópera de Puccini y su primer gran éxito. Tanto el público como la crítica aceptó muy bien la ópera. Se presentó ese mismo año en San Petersburgo, Madrid, Hamburgo y Sudamérica. En 1894 llegó a Londres, Lisboa, Praga, Budapest, Filadelfia y México. A Francia llegó después, por la evidente rivalidad con la obra de Massenet, presentándose primero en Niza, en 1909, y finalmente en París, en 1910 (dirigida por Arturo Toscanini y cantada por Bosi y Enrico Caruso). 
Se mantiene como una de las óperas más apreciadas de Puccini y es grabada y representada con regularidad. En las estadísticas de Operabase aparece la n.º 40 de las cien óperas más representadas en el período 2005-2010, siendo la 21.ª en Italia y la quinta de Puccini, con 99 representaciones.

## Personajes

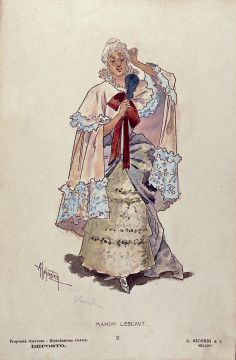
Vestuario de Manon para el acto II diseñado por Adolf Hohenstein para el estreno mundial.

| Personaje                                                      | Tesitura                                  | Reparto el 1 de febrero de 1893 Director: Alessandro Pomè |
| -------------------------------------------------------------- | ----------------------------------------- | --------------------------------------------------------- |
| Lescaut (Sargento)                                             | barítono                                  | Achille Moro                                              |
| Manon Lescaut (Hermana de Lescaut)                             | soprano dramática o soprano lírico-spinto | Cesira Ferrani                                            |
| Renato des Grieux (Caballero, noble)                           | tenor                                     | Giuseppe Cremonini                                        |
| Geronte de Ravoir (tesorero real)                              | Bajo                                      | Alessandro Polonini                                       |
| Edmondo (un estudiante)                                        | tenor                                     | Roberto Ramini                                            |
| Posadero                                                       | Bajo                                      | Augusto Castagnola                                        |
| Cantante                                                       | mezzosoprano                              | Elvira Ceresoli                                           |
| Maestro de baile                                               | tenor                                     | Roberto Ramini                                            |
| Farolero                                                       | tenor                                     | Roberto Ramini                                            |
| Sargento (de los arqueros reales)                              | Bajo                                      | Ferdin Cattadori                                          |
| Capitán de la marina                                           | Bajo                                      |                                                           |
| Peluquero                                                      | personaje mudo                            | Augusto Ghinghini                                         |
| Policías, vendedores, estudiantes, marineros, sirvientes, etc. |                                           |                                                           |

## Argumento
Lugar: Amiens, París, El Havre, Nueva Orleans.
Tiempo: Segunda mitad del siglo XVIII.

### Acto I
En la ciudad de Amiens, una plaza pública cerca de la Puerta de París
Es por la tarde, y una multitud de estudiantes masculinos y jóvenes pasean por una plaza conocida por la bebida y el juego. Edmondo canta una canción de placer juvenil (Edmondo, coro: Ave, sera gentile). 
Entra Renato Des Grieux, pero está melancólico y no se une a los otros estudiantes (Des Grieux, Edmondo, coro: L’amor! L’amor!). Bromean con él (Des Grieux, Edmondo, coro: Tra voi, belle, brune e bionde) ; (Edmondo, coro: Ma, bravo!).
Llega el carruaje desde Arrás. Manon ha sido obligada por su padre a internarse en un convento, al que es conducida por su hermano, el sargento Lescaut. Coincide en el viaje el tesorero general del Rey, Geronte di Ravoir, viejo y rico. Des Grieux se enamora a primera vista de Manon  (Coro, Edmondo, Lescaut, Des Grieux, Geronte:  Discendono, vediam); (Des Grieux, Manon, Lescaut: Cortese damigella). 
Des Grieux oye su conversación: Manon va camino del convento, siguiendo las órdenes de su padre. Des Grieux se le acerca y le ruega que se reúna con él más adelante, ella accede renuente. Los estudiantes se ríen, señalando a la pareja. Después de que Manon se marcha, Des Grieux canta sus sentimientos por ella (Des Grieux: Donna non vidi mai). 
Lescaut traba amistad con Geronte, quien también se ha visto atraído por la joven, diciendo que ella se desperdiciará en un convento. Mientras Lescaut se distrae jugando a las cartas con un grupo de estudiantes, el viejo Geronte decide raptar a Manon y llevársela a París  (Edmondo, coro, Geronte, Lescaut: La tua ventura ci rassicura);  (Edmondo, Des Grieux: Cavaliere, te la fanno!). Edmondo escucha casualmente de los planes de Geronte y avisa a Des Grieux. Le aconseja que acompañe a Manon en el carruaje preparado por Geronte (Des Grieux, Manon: Vedete? Io son fedele alla parola mia). Des Grieux declara su amor a Manon y la convence para huir juntos a París inmediatamente. Se marchan juntos.
Geronte y Lescaut llegan a la escena al tiempo que los otros desaparecen. Y Lescaut propone seguir al carruaje hasta París. Geronte ha visto súbitamente frustrados sus planes, pero Lescaut lo consuela: conoce demasiado bien el carácter frívolo de Manon y muy fácilmente puede abandonar a un estudiante por una vida lujosa (Geronte, Edmondo, Lescaut, coro: Di sedur la sorellina e il momento!).

### Acto II
Salón en el palacio de Geronte, en París

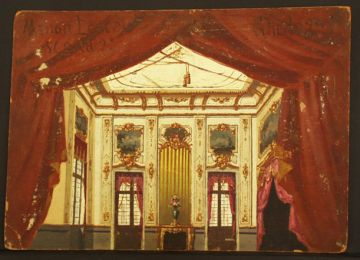
Diseño escénico para el acto II por Ugo Gheduzzi para el estreno mundial.

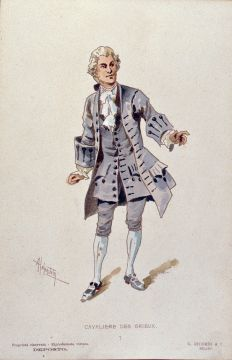
Vestuario del Chevalier des Grieux para el acto II, diseñado por Adolf Hohenstein para el estreno mundial.

(Puccini omite la parte de la novela en la que Manon y Des Grieux viven juntos durante un tiempo, luego Manon abandona a Des Grieux cuando se quedan sin dinero.)
El acto empieza con Manon convertida en la amante de Geronte. Ella disfruta de las atenciones de su peluquero en su lujosa habitación en el palacio del tesorero general cuando entra su hermano, Lescaut (Manon, Lescaut: Dispettosetto questo riccio!); (Lescaut: Sei splendida e lucente!). Ella le dice que Geronte es demasiado viejo y perverso; a pesar de los lujos, se aburre. Manon está triste, y sus pensamientos se vuelven hacia Des Grieux y tiene nostalgia de su apasionada convivencia en un modesto desván con Des Grieux (Manon: In quelle trine morbide). Lescaut, que ha logrado mantener amistad con Des Grieux y disfrutar de la protección de Geronte, explica a Manon que Des Grieux sigue desesperado por haber sido abandonado por ella e ignora aún su paradero, ha iniciado una arriesgada vida como buscador de fortuna con el único objetivo de conseguir la riqueza que le permita darle la vida de lujo que ella necesita (Lescaut, Manon: Poiché tu vuoi saper). 
Entra un grupo de músicos llamados por Geronte para entretenerla con los madrigales que Geronte compone para ella: Sulla vetta tu del monte); (Manon, Lescaut: Paga costor). Geronte trae a un maestro de danza; bailan un minueto, luego ella canta una gavota (Maestro de baile, Geronte, Manon, coro: Vi prego, signorina [minueto]); (Manon, Geronte, coro: L’ora, o Tirsi, è vaga e bella). Manon propone a todos salir a pasear fuera del palacio. Geronte y sus amigos se adelantan.
Lescaut triste al saber que su hermana no es feliz viviendo con Geronte, sale en búsqueda de Des Grieux. Aparece Des Grieux en casa de Geronte, informado por Lescaut de la nueva vida de su amada, reprochándole que le haya abandonado por una vida lujosa (Manon, Des Grieux: Oh, sarò la più bella! – El propio encanto mágico de este amor). Ella, arrepentida, cae en sus brazos, encontrando resistencia por parte de Des Grieux, pero haciendo uso de sus encantos logra vencer su resistencia y se abrazan en un beso apasionado. Geronte regresa inesperadamente. Los saluda irónicamente, recordando a Manon los muchos favores que le ha hecho. Ella contesta cruelmente diciendo que su apariencia de anciano difícilmente podría inspirar amor, comparada a su joven belleza y la de Des Grieux (Geronte, Des Grieux, Manon: Affè, madamigella). 
Haciendo una reverencia, Geronte cede y se retira, jurando regresar pronto. Los amantes se alegran de su reencuentro (Manon, Des Grieux: Ah! Ah! Liberi!). Manon, feliz de que Geronte se ha ido, se entristece cuando Lescaut les urge a abandonar la casa de una vez, pero Manon duda al pensar en dejar sus joyas y sus lindos vestidos. De nuevo, entra Lescaut haciendo señales de que deben irse rápidamente. Manon coge sus joyas, y se marchan por la puerta. Está cerrada por orden de Geronte. Aparecen soldados para arrestar a Manon, quien, cuando intenta escapar, se le caen las joyas a los pies de Geronte. La arrastran, y Des Grieux no puede seguirla (Des Grieux, Manon, Lescaut, sargento, Geronte: Lescaut! – Tu qui?).
(Intermezzo:  El viaje a Le Havre.) 
Un intermezzo ilustra la desesperación de Des Grieux, quien ha rogado y suplicado ante cuanta gente pudo para liberar a Manon de prisión, sin éxito alguno. Des Grieux marcha a El Havre.

### Acto III
Una plaza en el puerto de El Havre.

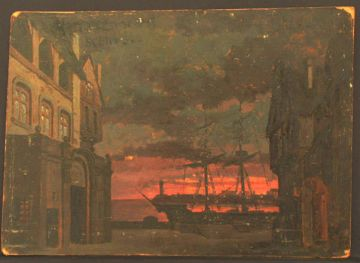
Diseño escénico para el acto III de Ugo Gheduzzi para el estreno mundial.

Es de madrugada. Manon está en la prisión con otras cortesanas, donde espera su traslado a bordo de un barco para ser deportada a América. Des Grieux y Lescaut esperan frente a la cárcel (Des Grieux, Lescaut, Manon: Ansia eterna, crudel). Lescaut ha sobornado a unos hombres de la guardia para que Des Grieux pueda hablar con Manon. Hablando con ella a través de las rejas, descubren que va a ser deportada a Luisiana. Pasa un encendedor de lámparas, cantando una canción mientras va apagando las luces (Encendedor de lámparas, Des Grieux, Manon: E Kate ripose al re); (Des Grieux, Manon: Manon, disperato è il mio prego).
Intentan rescatarla, pero fracasan. Aparece el guardia, escoltando al grupo de mujeres, que van en el mismo barco que Manon, quien camina entre ellas, pálida y triste. El público hace comentarios brutales mientras pasan lista a las cortesanas (Coro, Lescaut, Des Grieux, Manon: All'armi! All'armi!) pero Lescaut inspira piedad para Manon (Sargento, coro, Lescaut, Manon, Des Grieux: Rosetta! – Eh, che aria!).  
Des Grieux, desesperado ante la idea de estar separado de Manon para siempre, va al lado de Manon. Intenta cogerla, pero el sargento lo aparta brutalmente. El capitán del barco, conmovido por su intenso dolor, deja pasar a Des Grieux quien puede volver a abrazar a Manon (Des Grieux: Pazzo son!).

### Acto IV
Una vasta llanura en las afueras del territorio de Nueva Orleans
El acto empieza con los amantes atravesando el desierto esperando encontrar la protección en un asentamiento británico. Se han perdido en un área desolada y sin agua. Manon está agotada, cae y no puede seguir adelante (Des Grieux, Manon: Tutta su me ti posa) ; (Des Grieux: Vedi, son io che piango) ; (Manon, Des Grieux: Sei tu che piangi). 
Des Grieux se alarma ante el aspecto de Manon y se separa de ella para ir a buscar agua. Mientras él está lejos, Manon se desespera al encontrarse sola y maldice su belleza por haberle causado tanto sufrimiento (Manon: Sola, perduta, abbandonata). Al volver Des Grieux, que no ha podido encontrar agua, se la encuentra agonizando. Ella recuerda los tiempos pasados con su amor en París y le pide a su amante que nunca olvide su amor, finalmente ella muere entre sus brazos, suplicando que perdone su infidelidad y jurándole que, a diferencia de ella, su amor por el no morirá. Des Grieux se abandona sobre su cuerpo, desvariando de desesperación y sufrimiento (Manon, Des Grieux: Fra le tue braccia, amore).

## Grabaciones
| Año  | Elenco (Manon Lescaut, Des Grieux, Lescaut)          | Director, Teatro de Ópera y orquesta                                                                                         | Sello discográfico                             |
| ---- | ---------------------------------------------------- | --- | ---------------------------------------------- |
| 1931 | Maria Zamboni, Francesco Merli, Enrico Molinari      | Lorenzo Molajoli, Coro y orquesta del Teatro de La Scala, Milán                                                              | Audio CD: Arkadia Cat: 78014                   |
| 1953 | Clara Petrella, Vasco Campagnano, Saturno Meletti    | Federico Del Cupolo, Coro y orquesta de la RAI de Turín                                                                      | Audio CD: Warner Fonit Cat: 8573 87474-2       |
| 1954 | Renata Tebaldi Mario del Mónaco Mario Boriello       | Francesco Molinari-Pradelli Coro y orquesta de Academia Santa Cecilia de Roma                                                | Vinyl. London (Decca) ASIN CD: B00000E4LA      |
| 1954 | Licia Albanese, Jussi Björling, Robert Merrill       | Jonel Perlea, Coro y orquesta de la Ópera de Roma                                                                            | Audio CD:RCA Victor Cat: 60573-2-RG            |
| 1959 | Maria Callas, Giuseppe di Stefano, Giulio Fioravanti | Tullio Serafin, Coro y orquesta de La Scala                                                                                  | Audio CD:EMI Cat: CDS5 56301 2 (Mono)          |
| 1980 | Renata Scotto, Plácido Domingo, Pablo Elvira         | James Levine, Coro y orquesta de la Metropolitan Opera House                                                                 | DVD: Deutsche Grammophon Cat: 00440 073 4241   |
| 1984 | Kiri Te Kanawa, Plácido Domingo, Thomas Allen        | Giuseppe Sinopoli, Coro y orquesta de la Royal Opera House (Grabación de una interpretación en el Covent Garden, 17 de mayo) | DVD: Kultur Video Cat: 5046671742              |
| 1984 | Mirella Freni, Plácido Domingo, Renato Bruson        | Giuseppe Sinopoli, Orquesta Philharmonia Coro de la Royal Opera House                                                        | Audio CD: Deutsche Grammophon Cat: 413 893-2 2 |
| 1993 | Mirella Freni, Luciano Pavarotti, Dwayne Croft       | James Levine, Coro y orquesta de la Metropolitan Opera                                                                       | Audio CD: Decca Cat: 440 200-2                 |
| 1998 | Maria Guleghina, José Cura, Lucio Gallo              | Riccardo Muti, Coro y orquesta de La Scala                                                                                   | Audio CD: Deutsche Grammophon Cat: 463 186-2   |